# Rika Adachi
Rika Adachi (足立 梨花 Adachi Rika?,  Nagasaki, Prefectura de Nagasaki, 16 de octubre de 1992) es una actriz y modelo japonesa, afiliada a Horipro. Nació en Nagasaki, pero fue criada en la Prefectura de Mie. Ha aparecido en películas como Suki-tte ii na yo (2014) y Gekijourei (2015), así como también en el drama televisivo Kinkyori Renai: Season Zero (2014) y Yōkoso, Wagaya e (2015).

## Filmografía

### Películas
- Love Center (2008), Rika[4]
- An Encyclopedia of Unconventional Women (2009), Tamae[5]
- Ongakubito (2010), Karen Minami[6]
- Go! Boys' School Drama Club (2011), Tamaki[7]
- Diamond (2013), Nao[8]
- Tokyo Legends I: Horror Of Human Hell (2014)[9]
- Goose Bumps The Movie 2 (2014)
- Suki-tte ii na yo (2014), Aiko Muto[10]
- Fantastic Girls (2015), Takemi Akimoto (1980s), Takemi Akimoto[11]
- Ghost Theater (2015), Kaori[12]
- Mars: Tada, Kimi wo Aishiteru (2016)[13]
- Kizudarake no Akuma (2017), Mai Kasai

### Tokusatsu
- Kamen Raidā × Kamen Raidā Wizādo Ando Fōze Mūbī Taisen Arutimeitamu (2012), Miyoko Ohki[14]

### Televisión
- Scrap Teacher (NTV / 2008)
- Mirai Kōshi Meguru (TV Asahi / 2008)
- Twin Spica (NHK / 2009)
- Gegege no Nyōbo (NHK / 2010)
- Hammer Session! (TBS / 2010)
- Onmitsu Happyaku Yachō (NHK / 2011)
- Aibō Season 11 (TV Asahi / 2012-2013)
- irodorihimura(TBS / 2012)
- Amachan (NHK / 2013)
- Yamada-kun to 7-nin no Majo (Fuji TV / 2013)
- The Complex-Prologue (TBS-MBS / 2013)
- Tokyo Toy Box  (TV Tokyo / 2013)
- Giga Tokyo Toy Box (TV Tokyo / 2014)
- Tokubō Keisatsuchō Tokushu Bōhanka (NTV-YTV / 2014)
- Black President (Fuji TV-KTV / 2014)
- Kinkyori Renai: Season Zero (NTV / 2014)
- Yōkoso, Wagaya e (Fuji TV / 2015)
- Kōnodori (TBS / 2015)
- Jimi ni Sugoi! Kōetsu Girl: Kouno Etsuko (NTV / 2016)[15]

### Anime
- Pokemon XY: Hakai no Mayu to Diancie/Pokemon the Movie: Diancie and the Cocoon of Destruction (2014) - Marilyn Flame
- Detective Conan: The Eleventh Striker (movie 16) as Rika Adachi (2012)[16]

### Revistas
- Duet, Shueisha, desde 2008
- Myojo, Shueisha, desde 2008

### Photobooks
- Rika1 (17 de octubre de 2008, Gakken)
- 16→17 Boracay-tō ni Itte Kimashita! (23 de diciembre de 2009, Gakken Publishing)
- Tokidoki Dokidoki (24 de enero de 2011, Wani Books)
- Adajiring (27 de junio de 2013, Wani Books)
- Rika 2007→2014 (3 de octubre de 2014, Gakken Publishing)